# Recioto della Valpolicella
Unter der Bezeichnung Recioto della Valpolicella werden italienische Weine mit süßlichem Charakter aus dem Anbaugebiet des Valpolicella-Weins in der Provinz Verona hergestellt. Sie besitzen seit 2010 eine „kontrollierte und garantierte Herkunftsbezeichnung“ (Denominazione di Origine Controllata e Garantita – DOCG), die zuletzt am 7. März 2014 aktualisiert wurde.

## Anbaugebiet
Der Anbau der Trauben für den Recioto della Valpolicella ist nur auf den Gemeindegebieten (ganz oder teilweise) von folgenden Gemeinden zugelassen: Marano di Valpolicella, Fumane, Negrar, S. Ambrogio, San Pietro in Cariano, Dolcè, Verona, San Martino Buon Albergo, Lavagno, Mezzane, Tregnago, Illasi, Colognola ai Colli, Cazzano di Tramigna, Grezzana, Pescantina, Cerro Veronese, San Mauro di Saline und Montecchia di Crosara.

## Herstellung
Weine gemäß der DOCG-Appellation können sein: „Recioto della Valpolicella“ auch mit den Bezeichnungen „Classico“ und „Valpantena“. Weiterhin wird ein „Recioto della Valpolicella Spumante“ hergestellt, der auch die Bezeichnung „Valpantena“ tragen kann.
Der Wein entsteht aus Trauben, die mindestens 120 Tage auf speziellen Trocknungsvorrichtungen gelagert (siehe Strohwein) und dann erst verarbeitet werden. Dadurch steigt der prozentuale Zuckergehalt stark an. Der Most wird nicht ganz durchgegoren und so sorgt der nicht vergorene Zucker für einen lieblichen, runden Geschmack.
Zugelassene Rebsorten sind:
- 45–95 % Corvina. Diese Sorte kann bis maximal 50 % durch Corvinone Veronese ersetzt werden.
- 5–30 % Rondinella
- 0–15 % andere in der Provinz Verona zum Anbau zugelassene rote Rebsorten wie zum Beispiel Dindarella, davon 0–10 % von einzelnen Rebsorten
- 0–10 % andere, autochthone rote Rebsorten, die in der Provinz Verona zum Anbau zugelassen sind.

## Beschreibungen
Laut Denomination (Auszug):

### Recioto della Valpolicella
(auch mit den Bezeichnungen „Classico“ und „Valpantena“):
- Farbe: tiefrot, mit violetten Reflexen[1]
- Geruch: charakteristisch, akzentuiert, intensiv
- Geschmack: voll, samtig, warm, zart, süß
- Alkoholgehalt: mindestens 12,0 % Vol., mit einem Rest von mindestens 2,8 % potentiellem Alkoholgehalt
- Säuregehalt: mind. 5,0 g/l
- Trockenextrakt: mind. 28,0 g/l

### Recioto della Valpolicella Spumante
(auch mit der Bezeichnung „Valpantena“):
- Perlage: fein und anhaltend
- Farbe: tiefrot, mit violetten Reflexen – tendiert mit zunehmender Reife zu granatrot[1]
- Geruch: charakteristisch, akzentuiert
- Geschmack: zart, voll, warm, süß
- Alkoholgehalt: mindestens 12,0 % Vol., mit einem Rest von mindestens 2,8 % potentiellem Alkoholgehalt
- Säuregehalt: mind. 5,0 g/l
- Trockenextrakt: mind. 28,0 g/l